# Böhmisch Brauhaus Großröhrsdorf
Die Böhmisch Brauhaus Großröhrsdorf GmbH war eine Brauerei in Großröhrsdorf in Sachsen.

## Geschichte

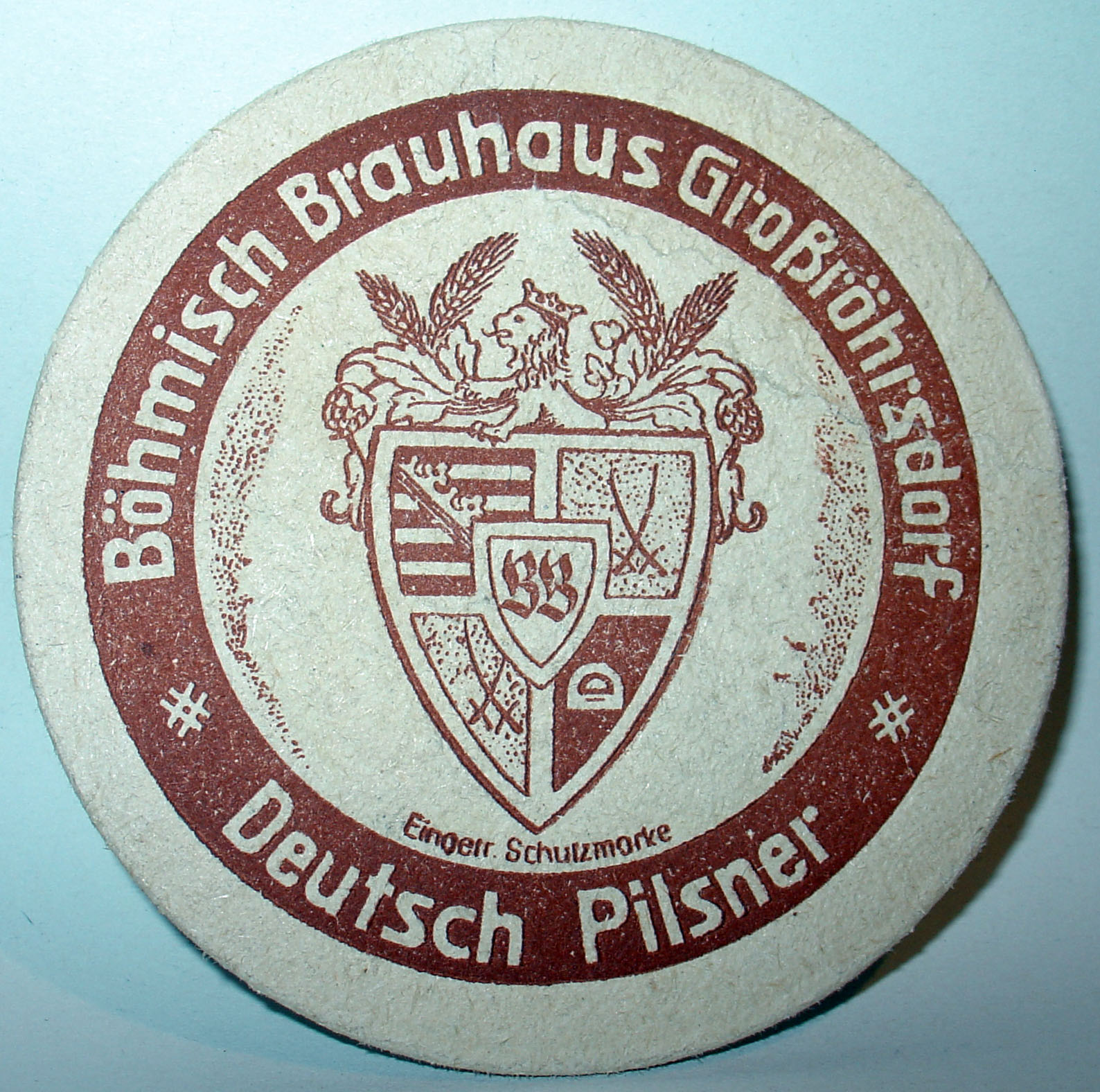
Bierdeckel der Brauerei (DDR)

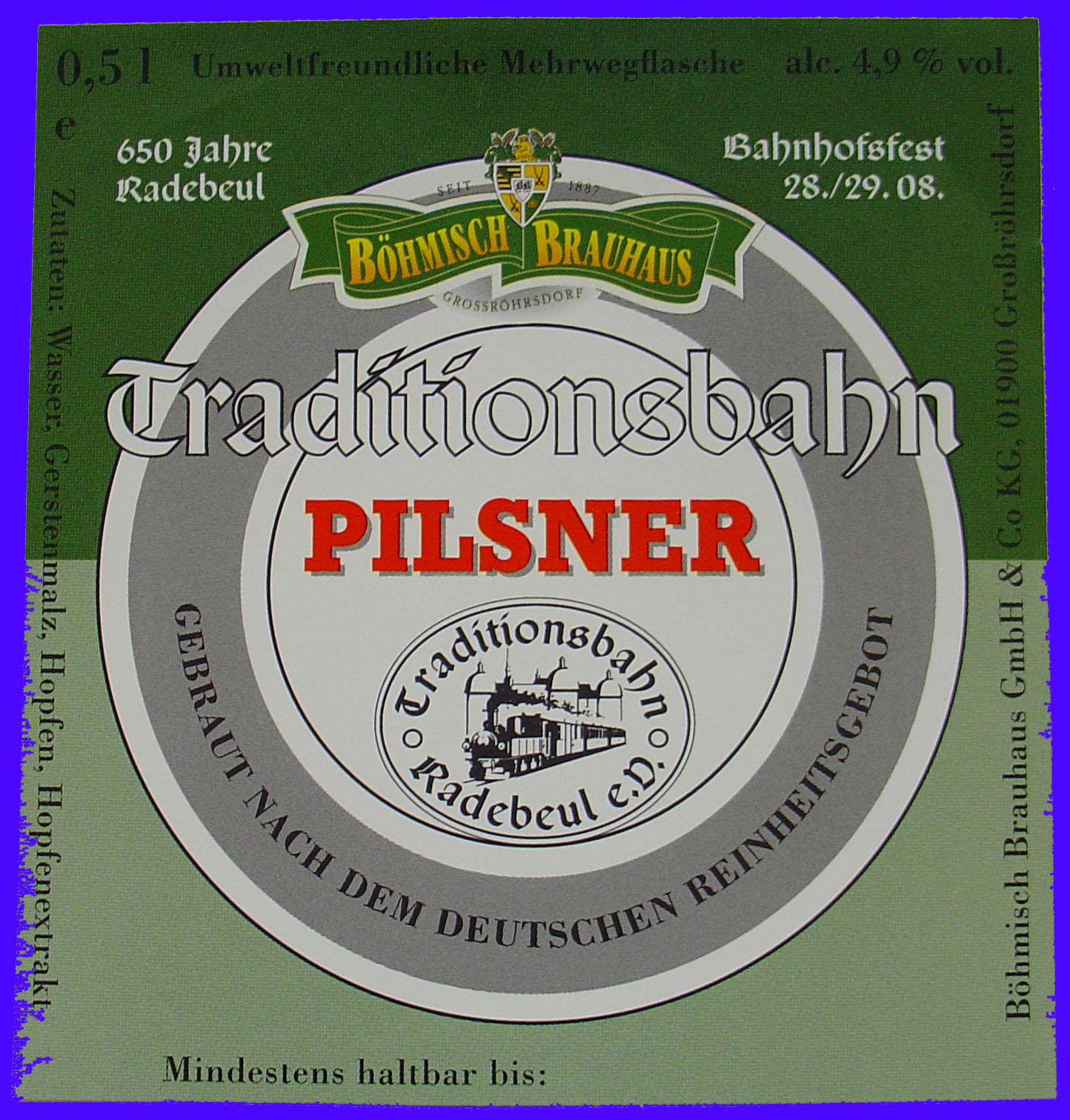
Traditionsbahn Pilsner

Die Brauerei wurde 1887 als Dampfbrauerei eröffnet. Die Großröhrsdorfer Unternehmerfamilie Großmann finanzierte den Bau. Der erste Pächter der Brauerei war Albin Nestler. Nachdem bis zum Beginn des Ersten Weltkrieges jährlich etwa 14.000 Hektoliter Bier gebraut wurden, wurde 1916/1917 die Produktion kriegsbedingt auf Mineralwasser umgestellt.
Nachdem dem Ende des Ersten Weltkrieges wurde die Bierbrauerei wieder aufgenommen. In den 1930er- und 1960er-Jahren wurde das Unternehmen grundlegend erweitert und modernisiert. Nach der 1972 erfolgten Verstaatlichung wurde die Brauerei 1975 als Betriebsteil Werk Bautzen in den VEB Dresdner Brauereien eingegliedert. 1979 erfolgte daraus die Bildung des VEB Getränkekombinat Dresden.
Nach der Wende wurde die Brauerei 1990 reprivatisiert und in den nachfolgenden Jahren erneut modernisiert. Im Jahr 2008 ging die Brauerei insolvent, wurde von der Brauerei Landsberg übernommen und firmierte seitdem als Böhmisch Brauhaus Großröhrsdorf GmbH.
Im Jahr 2011 gingen die parallel zur Landsberger Böhmisch Brauhaus Großröhrsdorf GmbH existierenden Böhmisch Brauhaus GmbH & Co.KG Röhrsdorf, Böhmisch Brauhaus GmbH seit 1887 sowie die Böhmisch Brauhaus – Verwaltungsgesellschaft mbH insolvent und wurden zum 30. Juli 2012 bzw. 1. August 2012 gelöscht.
Seit der Übernahme der Böhmisch Brauhaus Großröhrsdorf GmbH durch die Brauerei Landsberg im Jahr 2008 wurde ihr Besitzer und Geschäftsführer Christoph Thormann zugleich der Hauptgesellschafter der Brauerei. Nach wirtschaftlichen Verlusten und damit verbundenen mehrfachen Wechseln der Geschäftsführung setzte Thormann 2010 Stefan Tentler als Geschäftsführer ein. Tentler war vorher bereits Berater der Brauerei Landsberg.
Im September 2022 wurde die Schließung der Böhmisch Brauhaus Großröhrsdorf GmbH im Februar 2023 angekündigt. Als Grund für die Schließung wurde die „Energiekrise“ angegeben. Am 23. Februar 2023 wurde der Verkauf eingestellt und bis Ende Oktober 2023 wurde Leergut zurückgenommen. Ein Verfahren zur Schließung oder Löschung der Brauerei aus dem Handelsregister wurde nicht eröffnet, die Böhmisch Brauhaus Großröhrsdorf GmbH ist auch Ende 2024 noch aktiv.

## Sorten
- Biere:
  - Böhmisch Brauhaus Pilsner
  - Böhmisch Brauhaus Eisbier
  - Böhmisch Brauhaus Edel Sünde (Schwarzbier)
  - Böhmisch Brauhaus Bockbier (Saisonal)
  - Böhmisch Brauhaus Helles Vollbier